# Listă de filme despre informatică
Această listă de filme despre informatică și calculatoare prezintă filme de ficțiune în care activitățile pe calculator joacă un rol central în cadrul scenariului.

## Inteligență artificială
- 2001: A Space Odyssey (1968)

1. HAL 9000

- The Computer Wore Tennis Shoes (1969)
- Colossus: The Forbin Project (1970)
- The Aries Computer (1972)
- Demon Seed (1977)
- Blade Runner (1982)
- 2010 (1984)

1. HAL 9000
2. SAL 9000

- Electric Dreams (1984)
- Ex Machina (2015)
- The Terminator (1984)

1. Terminator
2. Skynet

- D.A.R.Y.L. (1985)
- Flight of the Navigator (1986)
- Short Circuit (1986)
- Star Trek Generations (1994)
- Johnny Mnemonic (1995)
- Star Trek: First Contact (1996)
- Lost in Space (1998)
- Star Trek: Insurrection (1998)
- Bicentennial Man (1999)
- The Matrix (1999)
- The Thirteenth Floor (1999)
- Virus (1999)
- A.I. Artificial Intelligence (2001)
- How to Make a Monster (2001)
- Star Trek: Nemesis (2002)
- The Matrix Reloaded (2003)
- The Matrix Revolutions (2003)
- I Robot (2004)
- Eagle Eye (2008)
- Iron Man (2008)
- Iron Man 2 (2010)
- Iron Man 3 (2013)

## Calculatoare
- Desk Set (1957)
- The Andromeda Strain (1971)

1. MEDCOM (medical-data analyzer)

- L'ordinateur des pompes funèbres AKA The Probability Factor  (1974)

1. HP 65

- The Machine That Changed the World (TV series) (1992)
- Steve Jobs (2015)
- Triumph of the Nerds: The Rise of Accidental Empires (1996)
- Nerds 2.0.1: A Brief History of the Internet (1998)
- The First $20 Million Is Always the Hardest (2002)

## Hacking

### Filme artistice
- Tron (1982)
- WarGames (1983)

1. IMSAI 8080

- Prime Risk (1985)
- Ferris Bueller's Day Off (1986)

1. IBM Personal Computer XT

- Sneakers (1992)
- The Net (1995)
- Hackers (1995)
- Masterminds (1997)
- 23 (1998)
- Entrapment (1999)
- The Thirteenth Floor (1999)
- Takedown (2000)
- Swordfish (2001)
- What's the Worst That Could Happen? (2001)
- Code Hunter (2002)
- Bedwin Hacker (2003)
- The Italian Job (2003)
- Firewall (2006)
- The Net 2.0 (2006)
- Live Free or Die Hard (2007)
- WarGames: The Dead Code (2008)
- Disconnect (2013)

### Documentare
- Hackers Wizards of the Electronic Age (1984)
- Hackers Outlaws and Angels
- Codes makers and breakers
- Hippies from Hell
- Cyber War
- Hackers in Wonderland (2000)
- Revolution OS (2001)
- The Code Linux (2001)
- The Secret History of Hacking (2001)
- Freedom Downtime (2001)
- In the Realm of the Hackers (2002)
- BBS: The Documentary (2004)
- New York City Hackers (2005)
- The Code-Breakers (2006)
- Steal This Film (2006)
- Hackers Are People Too (2008)
- Hackers Wanted (not officially released, but leaked in 2010)
- The Virtual Revolution (2010)
- DEFCON: The Documentary (2013)

## Realitate virtuală
- Welt am Draht (1973)
- Welcome to Blood City (1977)
- Tron (1982)
- The Lawnmower Man (1992)
- Disclosure (1994)
- Strange Days (1995)
- Kôkaku kidôtai (Ghost in the Shell) (1995)
- Virtuosity  (1995)
- VR.5  (1995)
- Lawnmower Man 2: Beyond Cyberspace (1996)
- Johnny Mnemonic (1996)
- Nirvana (1997)
- The Thirteenth Floor (1999)
- The Matrix (1999)
- eXistenZ (1999)
- Avalon (2001)
- Storm Watch (aka Code Hunter) (2002)
- The Matrix Revolutions (2003)
- The Matrix Reloaded (2003)
- Code Lyoko (2003)
- Avatar (2004)
- Inosensu: Kôkaku kidôtai (Ghost in the Shell: Innocence) (2004)
- Cargo (2009)
- Tron: Legacy (2010)

## Viruși
- Superman III (1983)
- Office Space (1999)
- Pulse (2006)

## Programare
- Disclosure (1994)
- Code Rush (1998)
- Pirates of Silicon Valley (1999)
- How to Make a Monster (2001)
- The Code Linux (2001)
- Revolution os (2001)
- Antitrust (2001)
- Dopamine (2003)
- One Point O (2004)
- Control Alt Delete (2008)
- Control Alt Delete (sau Jobs) (2013)

## Site-uri Web
- Home Page (1998)
- Startup.com (2001)
- FeardotCom (2002)
- On Line (2002)
- I-See-You.Com (2006)
- Steal This Film (2006)
- Steal This Film II (2006)
- Google: Behind the Screen (2006)
- Google: The Thinking Factory (2007)
- Download: The True Story of the Internet (2008)
- Untraceable (2008)
- The Truth According to Wikipedia (2008)
- The Social Network (2010)
- Catfish (2010)
- The Pirate bay Away From Keyboard (2013)

## Comunicații
- Electric Dreams (1984)
- You've Got Mail (1998)

## Supernatural
- Demon Seed (1977)
- Weird Science (1985)

1. Memotech MTX512 with an FDX add-on

- The Lawnmower Man (1992)
- Ghost in the Machine (1993)
- The Lawnmower Man 2: Beyond Cyberspace (1996)
- Ghost Machine (2009)

## Război
- Dr. Strangelove (1964)

1. Doomsday device

- Firefox (1982)
- Stealth (2005)
- "The Imitation Game " (2014)

## Spațiul cosmic
- Apollo 13 (1995)

1. Apollo Guidance Computer

- RocketMan (1997)
- From the Earth to the Moon (TV miniseries) (1998)

1. Apollo Guidance Computer

## Anime
- Ghost in the Shell (1995)
- Serial Experiments Lain (1998)
- Ghost in the Shell: Stand Alone Complex (2002-2003)
- Ghost in the Shell 2: Innocence (2004)
- Ghost in the Shell: S.A.C. 2nd GIG (2004)
- Ergo Proxy (2006)
- Ghost in the Shell: Stand Alone Complex: Solid State Society (2006)

## Vezi și
- Listă de calculatoare fictive
- Listă de roboți și androizi fictivi
- Listă de filme cyberpunk

## Legături externe
- Annoyances.org - The use of computers in movies Arhivat în 6 aprilie 2007, la Wayback Machine.
- HellBound Bloggers (HBB) - Movies Based on Hacking and Computers
- MoviesDrop - 40+ Movies Based On Hacking & Computer Technology Arhivat în 14 septembrie 2013, la Wayback Machine.